# Harold Ford Jr.
Pour les articles homonymes, voir Ford.
Harold Ford Jr., né le 11 mai 1970 à Memphis (Tennessee), est un homme politique américain. Membre du Parti démocrate, il est élu du Tennessee à la Chambre des représentants des États-Unis de 1997 à 2007. Il tente d'entrer au Sénat des États-Unis à l'occasion des élections de 2006 mais est défait par Bob Corker, membre du Parti républicain.

## Biographie

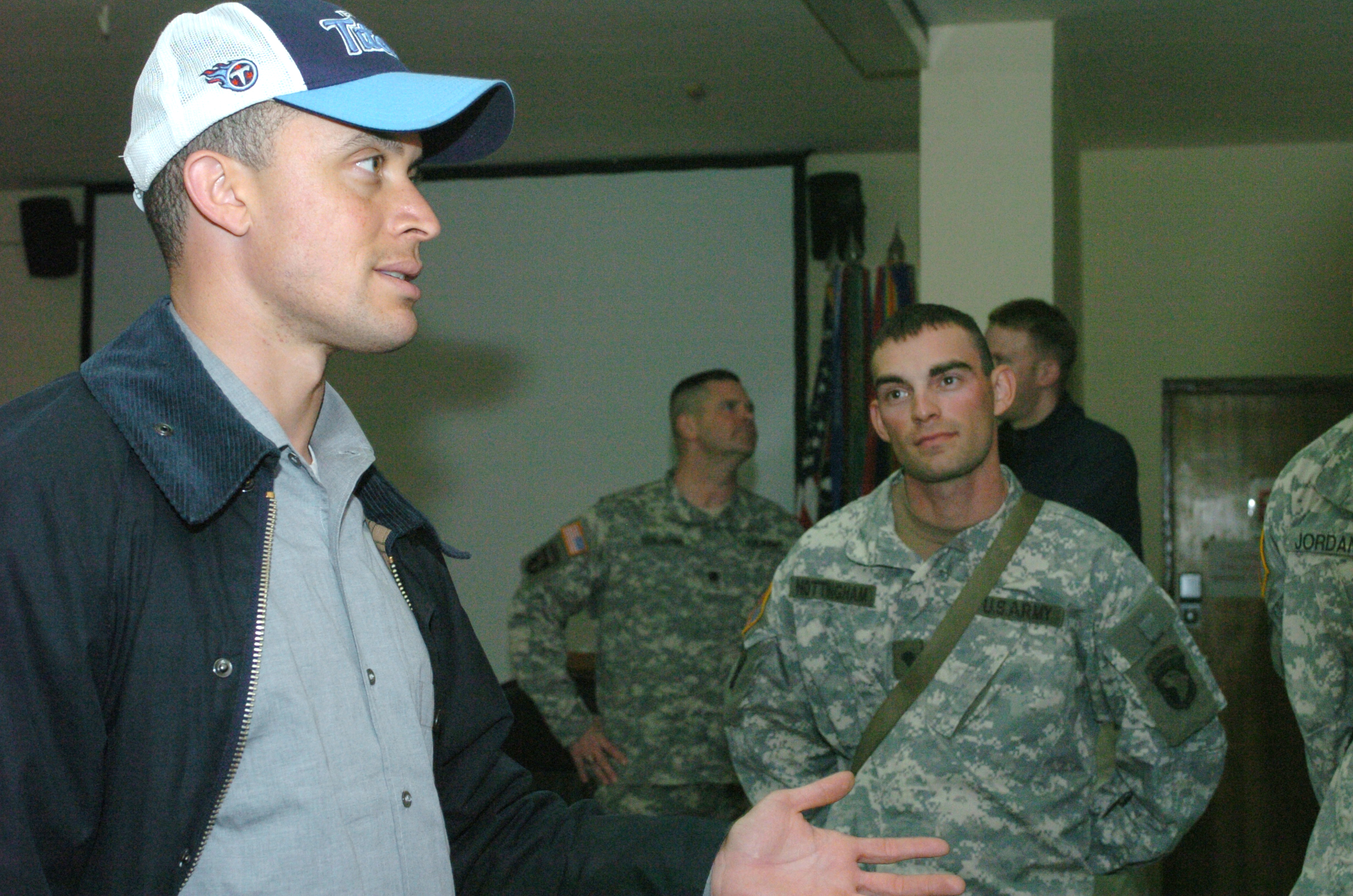
Ford rendant visite aux troupes américaines en Irak en 2006.

Harold Ford Jr. est originaire de Memphis, dans l'ouest du Tennessee. Il est diplômé d'un baccalauréat universitaire de l'université de Pennsylvanie en 1992. Il travaille pour la commission du budget du Sénat puis le département du Commerce avant d'obtenir son Juris Doctor à l'université du Michigan en 1996.
De 1997 à 2007, il est élu à la Chambre des représentants des États-Unis. Il succède à son père Harold Ford Sr. (en), qui fut le premier élu afro-américain à représenter le Tennessee au Congrès.
En 2006, il est candidat au Sénat pour succéder au chef de la majorité républicaine Bill Frist. Il remporte la primaire démocrate avec près de 80 % des voix. Dans un État conservateur, Ford met en avant sa foi et ses votes en faveur du deuxième amendement. La bonne campagne de Ford lui permet d'être au coude-à-coude dans les sondages avec le républicain Bob Corker. La campagne devient particulièrement négative. Les républicains font diffuser une publicité dans laquelle apparaît une femme blonde qui dit avoir rencontré Ford à la soirée Playboy du Superbowl et lui lance « Harold, appelle-moi » ; cette publicité est critiquée pour jouer sur les préjugés racistes,,. À la fin de la campagne les sondages donnent une légère avance à Corker, qui est élu avec trois points d'avance sur Ford.
Après sa défaite, il prend la tête du Democratic Leadership Council (en). Il déménage ensuite à New York et devient vice-président de Merrill Lynch. Il commente fréquemment l'actualité politique à la télévision (NBC, MSNBC, etc.). En 2010, il envisage de se présenter aux élections sénatoriales dans l'État de New York face à Kirsten Gillibrand, nommée pour succéder à Hillary Clinton. Il entame un tour de l'État mais, sous pression des dirigeants démocrates, il renonce à se présenter, estimant qu'une difficile primaire pourrait fragiliser le candidat démocrate lors de l'élection générale.
En 2011, il rejoint Morgan Stanley en tant que directeur général.
Bien qu'il ait soutenu Hillary Clinton durant l'élection présidentielle américaine de 2016, son nom est évoqué pour rejoindre l'administration Trump en tant que secrétaire aux Transports. Il est notamment proche des enfants du nouveau président Donald Jr. et Ivanka.